# 코넬 와일드

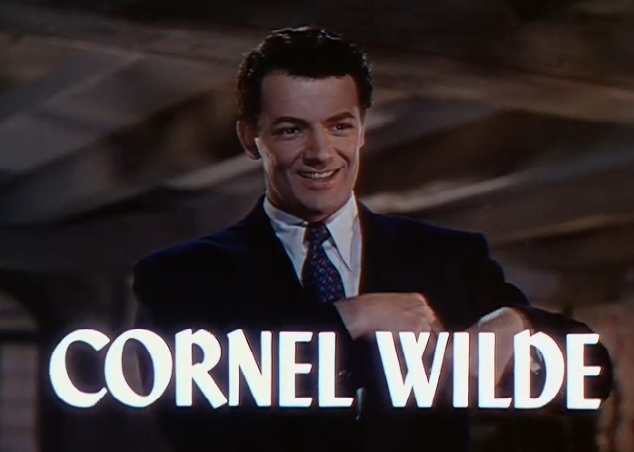

코넬 와일드(Weisz Kornél Lajos, 1912년 10월 13일 ~ 1989년 10월 16일)는 미국의 배우, 영화 감독, 각본가, 영화배우이다.
헝가리에서 태어났으며 로스앤젤레스에서 사망하였다. 사인은 백혈병이다.

## 영화
- 바이킹의 혈투 (1978년)
- 가고일스 (1972년)
- 웃음파는 남자 (1969년)
- 란셀롯의 칼 (1963년) - 서 랜셀롯 역
- 콘스탄티누스의 십자가 (1962년)
- 엣지 오브 이터너티 (1959년) - 레스 마틴 역
- 오마르 하이얌 (1957년)
- 빅 콤보 (1955년)
- 사디아 (1953년)
- 삼총사의 아들 (1952년)
- 지상 최대의 쇼 (1952년)
- 서부의 두 깃발 (1950년)
- 로드 하우스 (1948년)
- 포에버 엠버 (1947년)
- 센테니얼 썸머 (1946년)
- 천일야화(영어판) (1945년)
- 리브 허 투 헤븐 (1945년) - 리처드 할란드 역
- 송 투 리멤버 (1945년)
- 윈터타임 (1943년)
- 하이 시에라 (1941년)